# Малая Колокша (приток Волги)
Малая Колокша — река в России, левый приток Волги, протекает в Рыбинском районе Ярославской области.
Исток реки находится в лесной, болотистой местности, около урочища Ивановка. Река течёт в основном на юг, параллельно нижнему течению реки Колокша и её правому притоку Воже. Она протекает через деревни Олешково, Губино, Тимново и Артюкино. За деревней Артюкино путь реке преграждает длинная гряда, идущая вдоль берега Волги, река резко поворачивает на восток, огибая эту гряду и впадает в Волгу вблизи с Колокшей, примерно на 350 м выше её по течению. Между этими устьями в сосновом лесу в основном сосредоточены строения комплекса Дёмино.